# Peinture profane
La peinture profane désigne un genre pictural qui n'est pas associé aux pratiques religieuses d'un groupe social donné. Le concept s'oppose donc à celui de peinture religieuse, voire plus explicitement sacrée.
Pour autant, la peinture profane n'est pas nécessairement dépourvue de tous liens avec la religion. Ainsi, des édifices ou des textes religieux ont souvent été décorés avec des peintures n'ayant aucun caractère religieux. Ces peintures doivent ainsi être considérées comme profanes.
En fait, à l'exception des symboles et représentations religieuses, la peinture profane regroupe une très grande diversité de thèmes : nature morte, portraits, peinture marine, paysage, animaux et décors.